# Marianne Faithfull
Marianne Evelyn Gabriel Faithfull, född 29 december 1946 i Hampstead i London, död 30 januari 2025 i London, var en brittisk sångerska och skådespelare.

## Biografi
Marianne Faithfulls far var universitetslärare i italienska; hennes mor var född i Budapest och tillhörde den österrikiska ätten von Sacher-Masoch. Hon slog igenom 1964 med låten "As Tears Go By". Låten skrevs av Mick Jagger och Keith Richards från The Rolling Stones samt av Andrew Loog Oldham. Hon följde upp den med tre stora hits, "Summer Nights", "Come and Stay with Me" och "This Little Bird", samtliga 1965. Hon gifte sig samma år med galleristen John Dunbar men blev snart älskarinna till Mick Jagger. Hon samskrev låten "Sister Morphine" tillsammans med Jagger och Richards som hon släppte på singel 1969. Den kom även ut med The Rolling Stones på albumet Sticky Fingers 1971.
I början av 1970-talet gick hon ner sig djupt i drogmissbruk, hon var under något år hemlös och det dröjde till slutet av årtiondet innan hon började släppa musik på allvar igen. Albumet Broken English 1979 med sina ödsliga och trotsiga sånger om nedbrutna kvinnoöden blev en kritikersuccé, låg väl i fas med den tidiga syntpopen (Ultravox, Visage) och etablerade henne som artist med en helt ny egenart. Hon har sedan dess regelbundet gjort skivor och turnerat. År 1997 gjorde hon låten "The Memory Remains" med Metallica som är med på albumet Reload. Under 2000-talet och 2010-talet har ett flertal nya studioalbum lanserats, och de flesta har fått ett positivt bemötande av musikkritiker.
Faithfull har som skådespelare medverkat i flera filmer och tv-produktioner. Under 1968 spelade hon huvudrollen i den brittisk-franska skandalfilmen The Girl on a Motorcycle mot Alain Delon. År 2006 var hon med i Marie Antoinette där hon spelade Maria Teresia av Österrike.
I april 2020 meddelades det att hon hade lagts in på sjukhus i London på grund av lunginflammation och konstaterad covid-19. Tre veckor senare hade hon tillfrisknat och skrevs ut från sjukhuset.
Faithfull dog i London den 30 januari 2025, vid 78 års ålder.

## Diskografi

### Album
- Come My Way (1965)
- Marianne Faithfull (1965)
- Go Away from My World (1965) (endast USA)
- North Country Maid (1966)
- Love in a Mist (1967)
- Dreamin' My Dreams (1977)
  - Faithless (nyutgåva av Dreamin' My Dreams med fyra nya låtar, 1978)
- Broken English (1979)
- Dangerous Acquaintances (1981)
- A Child's Adventure (1983)
- Rich Kids Blues (1985, inspelad 1971)
- Strange Weather (1987)
- Blazing Away (1990) (livealbum)
- A Secret Life (1995)
- 20th Century Blues (1997)
- The Seven Deadly Sins (1998)
- Vagabond Ways (1999)
- Kissin Time (2002)
- Before the Poison (2005)
- Easy Come Easy Go (2009)
- Horses and High Heels  (2011)
- Give My Love to London (2014)
- No Exit (2016) (livealbum)
- Negative Capability (2018)